# تا مغز استخوان مبارزه کن
تا مغز استخوان مبارزه کن (به انگلیسی: Play It to the Bone) یا بازی با تمام وجود یک فیلم ورزشی کمدی-درام آمریکایی محصول سال ۲۰۰۰ به کارگردانی ران شلتون با بازی آنتونیو باندراس، وودی هارلسون، لولیتا داویدوویچ، تام سایزمور، لوسی لیو، رابرت واگنر، ریچارد ماسور، ویلی گارسون است.
این فیلم عموماً استقبال ضعیفی داشت و راتن تومیتوز امتیاز ۱۱٪ را بر اساس رای ۷۹ نقد منتقد، میانگین امتیاز ۳٫۹ از ۱۰ به این فیلم داد.

## خلاصه داستان
دو دوست و مدعیان سابق میان وزن به لاس وگاس سفر می‌کنند تا برای اولین بار با هم مبارزه کنند…